# San Giustino Valdarno
San Giustino Valdarno este un sat de 1600 de locuitori din comuna Loro Ciuffenna, provincia Arezzo, Italia.